# Clemente VIII
Clemente VIII, nacido Ippolito Aldobrandini (Fano, 24 de febrero de 1536-Roma, 3 de marzo de 1605), fue el 231.er papa de la Iglesia católica, de 1592 a 1605. Es famoso, entre otros hechos, por haber ordenado la ejecución del famoso panadero apóstata de la fe de entonces, Domenico "Menocchio" Scandella.

## Biografía

### Orígenes y formación
Ippolito Aldobrandini nació en el seno de una distinguida familia florentina, su padre, Silvestre, era el gobernador de Florencia y su hermano, Giovanni, cardenal de la Iglesia. Estudió jurisprudencia en las universidades de Padua, Perugia y Bolonia.

### Carrera eclesiástica
Tras graduarse entró al servicio del cardenal Gabriele Paleotti, lo que le permitió darse a conocer como jurista y obtener los cargos de abogado consistorial y auditor de la Rota y de la Dataría.
Ordenado sacerdote en 1580, posiblemente influido por su asesor espiritual Felipe Neri, fue nombrado en 1585 cardenal presbítero de San Pancracio. En 1588 actuó como legado papal en Polonia donde logró la liberación del archiduque Maximiliano, quien en su disputa por el trono polaco había resultado derrotado y encarcelado por Segismundo Vasa.

## Papado

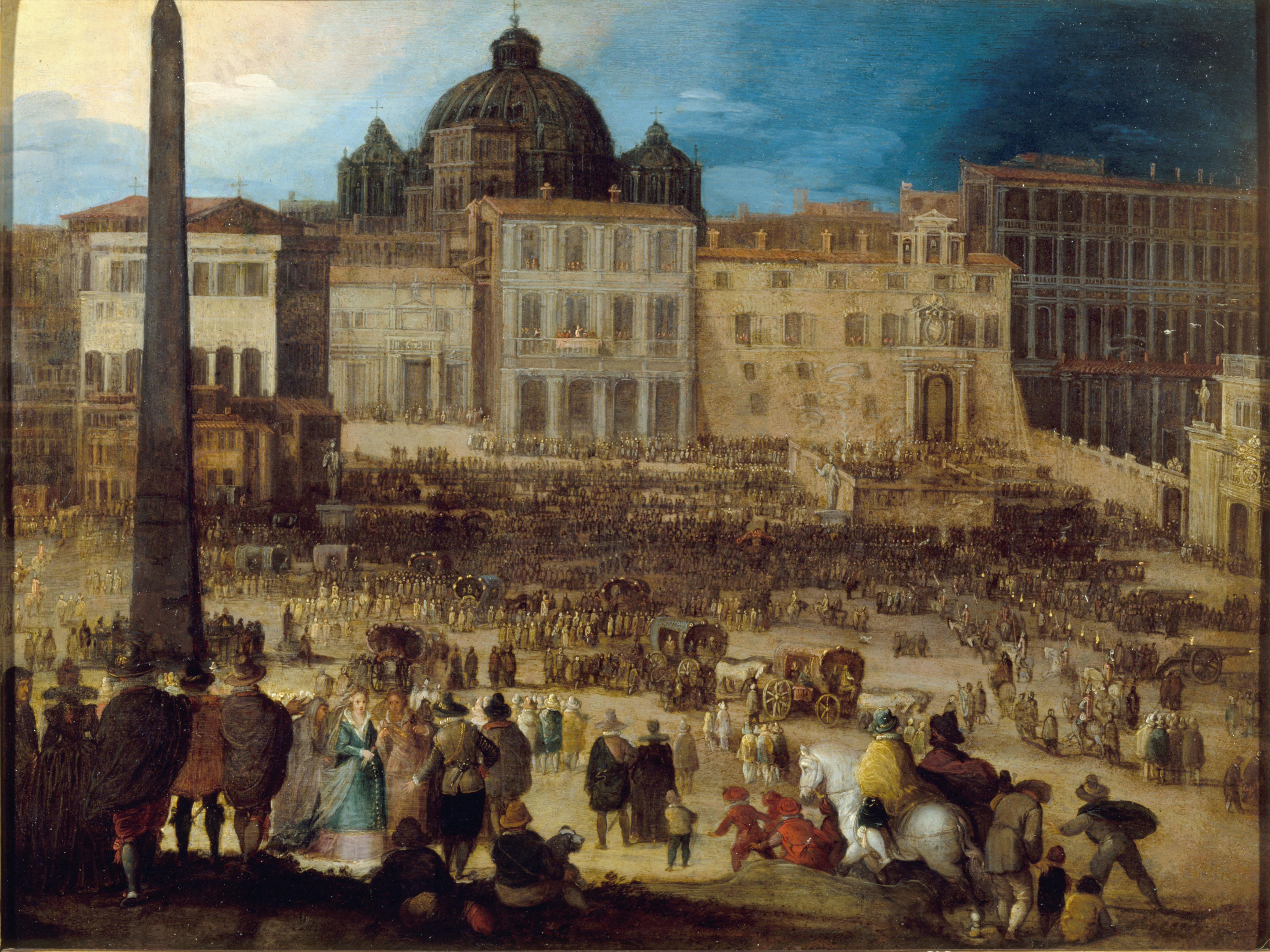
Elección de Clemente VIII en 1592, por Louis de Caullery (c. 1600, Petit Palais de París).

Tras la muerte de Inocencio IX, y durante veinte días, tuvo lugar un tormentoso cónclave en el que el rey español Felipe II intentó influir para que, al igual que había ocurrido con los dos papas anteriores, resultara elegido un pontífice próximo a los intereses españoles. Sin embargo, el Colegio cardenalicio, deseoso de librarse de la influencia española en los asuntos de la Iglesia, logró que el candidato elegido fuera el cardenal Aldobrandini.
Al igual que Sixto V, Clemente VIII fue vigoroso contra el bandolerismo en las provincias de Umbría y otros territorios papales y en castigar a la nobleza romana sublevada. Tras su ascensión al trono papal en 1592, inmediatamente tuvo que lidiar con nobles alborotadores condenados a muerte.
Hizo una visita personal a todas las iglesias e instituciones educativas y de caridad de Roma, eliminando abusos y reforzando la disciplina. Fundó en Roma el Colegio Clementino para la educación de los hijos de las clases ricas, y aumentó el número de colegios nacionales en Roma fundando el Colegio Scozzese para el entrenamiento de misioneros para Escocia.

### Política religiosa

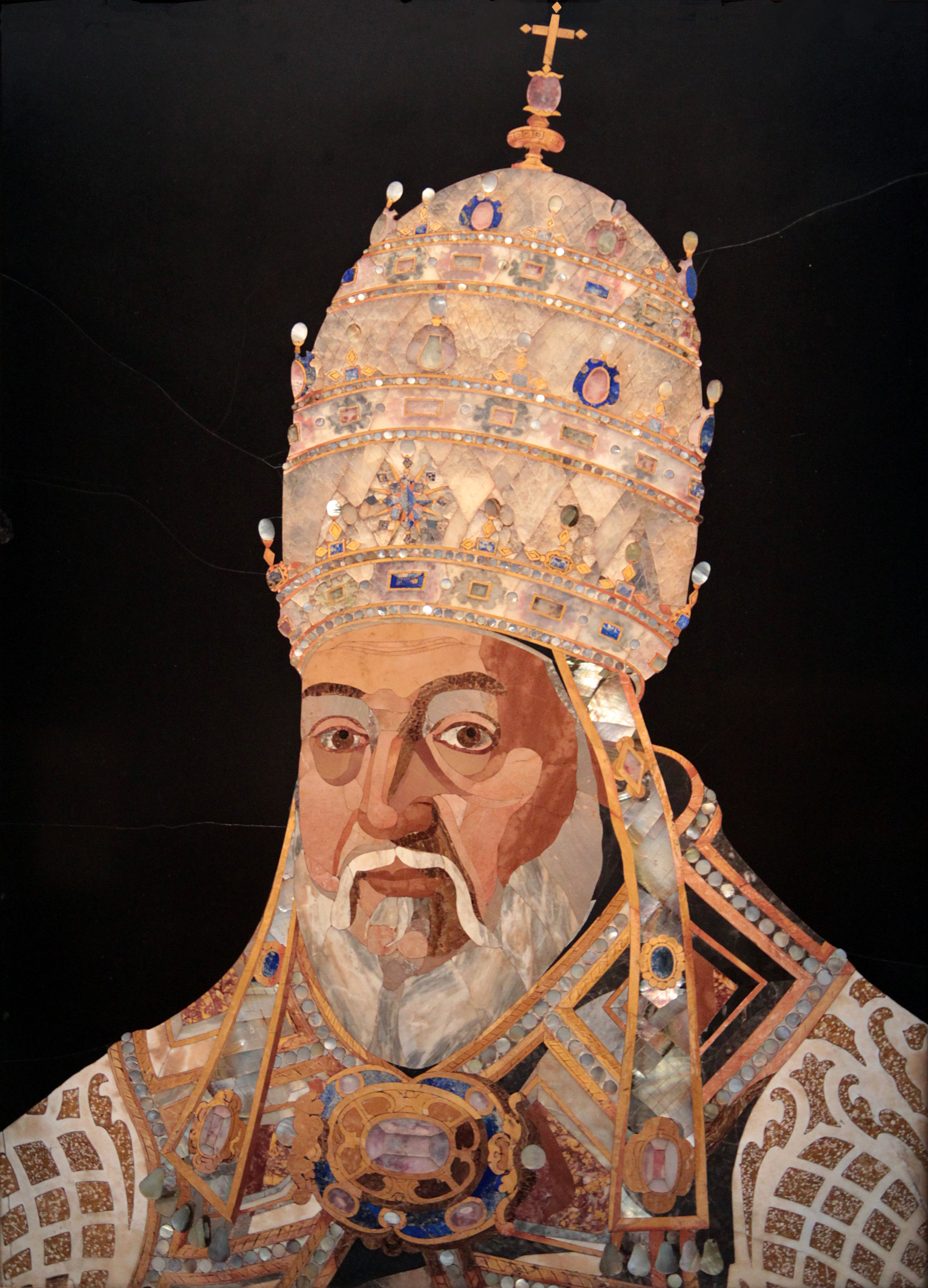
Retrato a la pietra dura por Jacopo Ligozzi (c. 1600, Museo J. Paul Getty).

En 1594, tras solo dos años de pontificado, tuvo que hacer frente a la controversia que enfrentaba a jesuitas y dominicos suscitada por la publicación, en 1588, de la obra del jesuita Luis de Molina “Sobre la concordia del libre albedrío con los dones de la gracia”, en la que abordaba los efectos de la gracia y el libre albedrío. Para resolver la polémica instituyó, en 1597, una comisión —la Congregatio de auxillis gratia— en la que, tras nueve años de sesiones, estableció que la publicación de cualquier libro requería la autorización previa del Santo Oficio.
En 1592 institucionalizó la práctica en todas las diócesis de la devoción de las Cuarenta horas que se había iniciado en Milán en 1527.
Ese mismo año de 1592 hizo publicar una nueva edición de la Vulgata, conocida como la Vulgata Sixtina Clementina, ya que se apoyaba en la publicada dos años antes por Sixto V. Realizó también nuevas ediciones del Breviario, del Misal y del Index Librorum Prohibitorum.
El 19 de mayo de 1599, con la publicación de la bula Annus Domini placabilis, anunció el jubileo que habría de celebrarse en 1600 y que supondría la llegada a Roma de tres millones de peregrinos.

### Bulas sobre territorios
Clemente VIII decidió reglamentar el uso que hacían los judíos en los territorios pontificios. En 1592, la bula Cum saepe accidere prohibió a la comunidad judía de Aviñón, vender productos. En 1593, la bula Caeca et Obdurata reiteró el decreto de Pio V de 1569 que prohibía que los grupos semitas vivieran en los Estados Pontificios: Ancona, y Aviñón.

### Relaciones con España y Francia

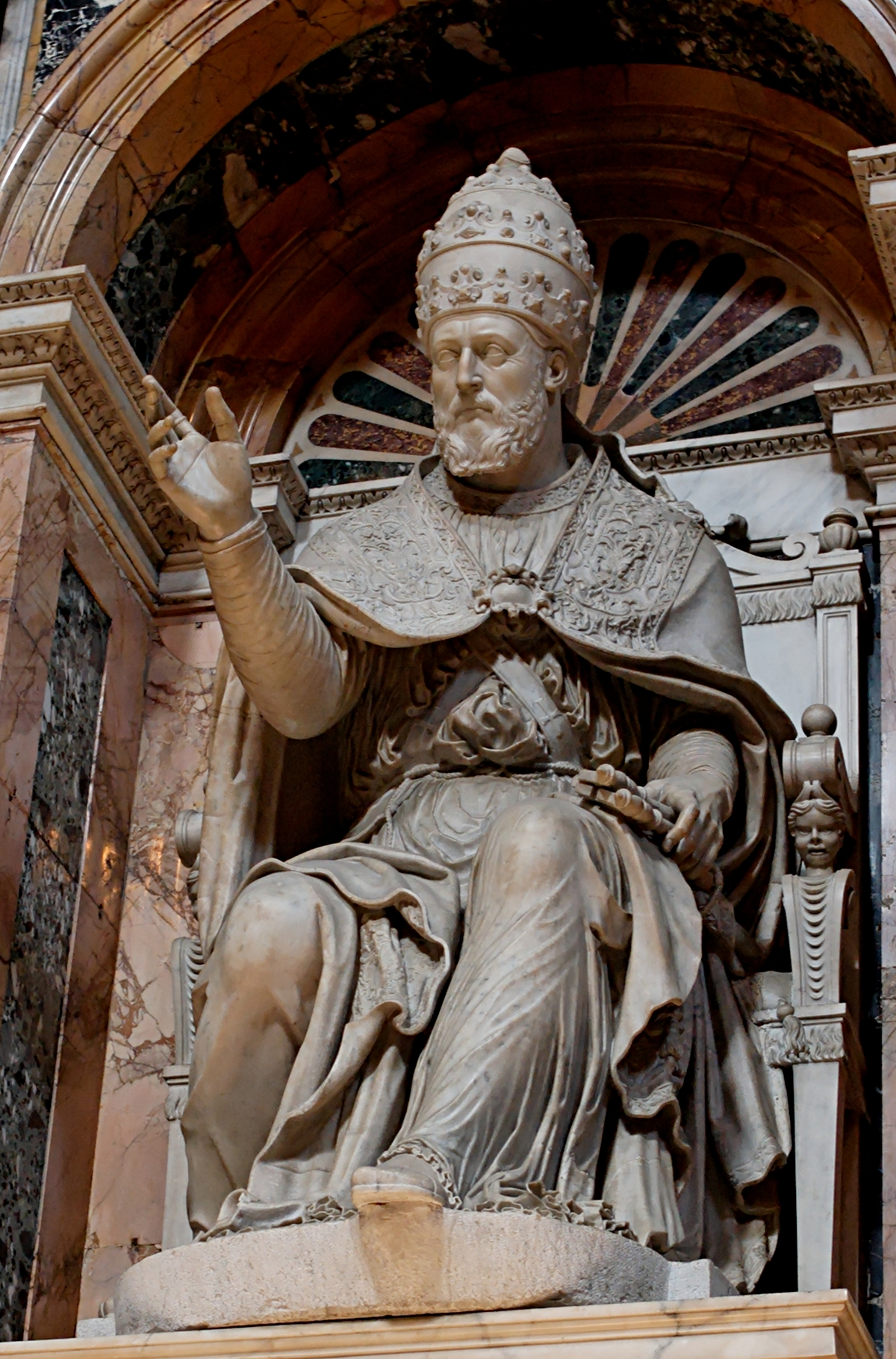
Estatua de Clemente VIII en la basílica de Santa María la Mayor, Roma.

Uno de los aspectos más destacados de su pontificado fue la liberación de la Iglesia de la influencia que sobre su política ejercía el rey español Felipe II. Ello implicaba un cambio de alianzas para lo cual era necesaria su reconciliación con Francia, país con el que la Santa Sede había roto sus relaciones en 1572 a raíz de los sucesos conocidos como la Noche de San Bartolomé, y que llevaron a la excomunión de su rey, Enrique IV, por el papa Sixto V tras su abjuración del catolicismo.
Las guerras de religión que provocan estos hechos se prolongan hasta 1593, año en el que Enrique IV tras verse forzado a levantar el cerco a que tenía sometido París ante la sola aproximación de los tercios españoles procedentes de Flandes, comprendió la inestabilidad de su propia corona y decidió abrazar nuevamente el catolicismo, dejando a los defensores de la ortodoxia cristiana sin razones en que basar su oposición a la nueva monarquía borbónica.
Dos años después, el 25 de julio de 1595, Clemente VIII absolvió solemnemente al rey converso, lo reconoció como rey legítimo de los franceses y lo admitió sin restricciones en el seno de la Iglesia.
En 1597, Clemente VIII sacó provecho a su cambio de alianzas cuando, en octubre de 1597 moría sin descendencia Alfonso II, duque de Ferrara, y el papa vio la ocasión de anexionar los territorios del fallecido a los Estados Pontificios. 
España no compartía el proyecto de Clemente y maniobró para que César de Este, un primo ilegítimo de Alfonso, diera continuidad a la dinastía. Fue entonces cuando el papa acudió a Enrique IV que le prometió la ayuda militar necesaria para llevar a término su plan. 
Felipe II, que por estas fechas parecía comprender que restaban pocas hojas en su calendario particular, no quiso abrir un nuevo frente de lucha y desistió de la pelea. Las tropas pontificias pudieron así entrar en Ferrara sin obstrucción, ocupar la ciudad e integrarla en las posesiones de la Iglesia. 
Conseguido su objetivo, el papa Clemente medió entre España y Francia para que entablasen negociaciones de paz que culminaron el 2 de mayo de 1598 con el Tratado de Vervins.

### Relaciones con el Virreinato de Nueva España
En el Virreinato de Nueva España, mediante bula concedida por este pontífice en Frascati, el 7 de octubre de 1595, la que hasta esas fechas llevaba el nombre Real Universidad Nacional de México se convirtió en Real y Pontificia Universidad de México.

### Academia Nacional de los Linces
Bajo el patrocinio del Papa Clemente VIII se fundó en 1603 la Accademia dei Lincei (Academia Nacional de los Linces). Actualmente refundada con el nombre de Pontificia Academia de las Ciencias.

### Giordano Bruno
Durante el pontificado de Clemente VIII tuvo lugar el proceso, condena y ejecución de Giordano Bruno dirigido por San Roberto Belarmino. Acusado de herejía, este fraile dominico murió en la hoguera el 17 de febrero de 1600.
Juan Pablo II, en el año 2000, ofreció públicas disculpas en nombre de la Iglesia por todos esos hechos.

### Canonizaciones
Durante su pontificado, Clemente VIII canonizó a Silvia de Sicilia.

### Muerte
Clemente VIII estaba afectado por la gota y se vio obligado a pasar gran parte de sus últimos meses de vida inmovilizado en la cama. El 10 de febrero de 1605 enfermó de repente y su salud se deterioró rápidamente en las siguientes semanas. Murió el 3 de marzo de 1605 alrededor de la medianoche. Clemente fue enterrado en la basílica de San Pedro, y más tarde el papa Paulo V (1605-1621) hizo construir un mausoleo para él en la Capilla Borghese de Santa María la Mayor, donde los restos fueron trasladados en 1646.
Aplicando las así llamadas profecías de san Malaquías a los papas, a este le correspondería el lema Crux romulea (La cruz de Rómulo).